# フェルナンド・ブエサ
フェルナンド・ブエサ・ブランコ（Fernando Buesa Blanco, 1946年5月29日 – 2000年2月22日）は、スペインの政治家。社会労働党(PSOE)のバスク地方支部であるバスク社会党(PSE-EE)に所属していた。2000年、バスク地方分離独立主義組織バスク祖国と自由(ETA)によって殺害された。

## 経歴

### 政治活動
1946年にバスク地方のビスカヤ県ビルバオに生まれ、マドリードとバルセロナで法学を学び、1970年から1986年にはバスク地方のアラバ県ビトリア＝ガステイスで法曹として働いた。1983年から2000年にはビトリア＝ガステイス選挙区選出のアラバ県議会議員を務め、1984年から2000年にはバスク自治州議会議員を務めた。1987年から1991年にはアラバ県議会議長を務めている。1991年から1994年には、バスク社会党(PSE)とバスク民族主義党(PNV)が連立して誕生したバスク自治州政府で副首相と教育大臣を務めた。この立場から、イカストラ（バスク語学校）を公教育ネットワークや政府が設立した民間教育部門に移管するプロセスを指揮した。2000年時点ではバスク社会党のアラバ県支部長であり、バスク州議会ではバスク社会党のスポークスマンを務めていた。ブエサは既婚者であり、3人の子供がいた。

### 暗殺と死後
事件の数日前の土曜日、ブエサはギプスコア県サン・セバスティアンで行われた反バスク祖国と自由(ETA)のデモ運動に参加していた。2000年2月22日の16:30過ぎ、ビトリア＝ガステイスにあるバスク大学のキャンパスを歩いている途中に、ETAの自動車爆弾によって殺害された。リモートコントロールによるこの爆弾では、ブエサに加え、彼のボディガードを務めていたバスク警察（エルツァインツァ）のホルヘ・ディエス・エロルサ（27歳）も死亡した。辺りには煙が立ち込め、さらに3人の通行人が軽傷を負った。
事件後の火曜日、ビトリア＝ガステイスの中心部には数千人が集まり、ブエサの殺害を非難した。スペイン内務大臣のハイメ・マジョール・オレハは事件が「無慈悲で残酷である」とし、スペインが「ETAが用いた方法から教訓を学ぶ必要がある」と述べた。バスク自治州レンダカリ（政府首班）のフアン・ホセ・イバレチェは、ETAの政治部門とバスク自治州議会が結んだ合意を解消した。スペイン首相のホセ・マリア・アスナールは、「我々はテロリストの残虐行為、脅迫、恐喝に屈しないことで団結する」と述べ、ETAに対して強硬な姿勢を継続することを国民に約束した。ETAの民兵組織とスペイン政府との会談では、30年来の対立の終結に向けてわずかな進展しか見られず、ETAの休戦は中断された。
バスク人映画監督のエテリオ・オルテガ・サンティリャーナは、ブエサの暗殺に基づいた『Asesinato en Febrero』（2月の殺人）というドキュメンタリー映画を制作した。ブエサの兄弟はマドリードで経済学を教えており、バスク独立運動の経済的影響を分析する政治的活動を行っている。ブエサの死後、ビトリア＝ガステイスにあるバスケットボールチーム、サスキ・バスコニアのホームアリーナは、パベリョン・アラバからフェルナンド・ブエサ・アレナに改称された。